# Vòng loại Giải vô địch bóng đá nữ U-19 thế giới khu vực châu Đại Dương 2004
Vòng loại Giải vô địch bóng đá nữ U-19 thế giới khu vực châu Đại Dương 2004  diễn ra tại Papua New Guinea, từ 20 tới 24 tháng 4 năm 2004.
Úc giành chức vô địch sau khi đánh bại hai đội bóng còn lại là Papua New Guinea và Quần đảo Solomon trong giải đấu vòng tròn.

## Kết quả
| Đội              | Tr | T | H | B | BT | BB | HS  | Đ |
| ---------------- | -- | - | - | - | -- | -- | --- | - |
| Úc               | 2  | 2 | 0 | 0 | 27 | 1  | +26 | 6 |
| Papua New Guinea | 2  | 0 | 1 | 1 | 1  | 14 | -13 | 1 |
| Quần đảo Solomon | 2  | 0 | 1 | 1 | 0  | 13 | -13 | 1 |

| Papua New Guinea | 0 – 0    | Quần đảo Solomon |
| ---------------- | -------- | ---------------- |
|                  | Chi tiết |                  |

| Úc | 13 – 0   | Quần đảo Solomon |
| --- | -------- | ---------------- |
| Kuralay 1', 61' · Khamis 4', 18', 32', 57', 76' · Ledbrook 27' · Tristram 35' · Shipard 38' · Blayney 39', 45+2' · Cartwright 56' | Chi tiết |                  |

| Papua New Guinea   | 1 – 14   | Úc |
| ------------------ | -------- | --- |
| Limbai 69' (ph.đ.) | Chi tiết | Blayney 11', 90+5' · Reed 21' · Ledbrook 27', 45', 51' · Hilder 30' · Kuralay 35', 36', 49' · Cartwright 40' · Shipard 43' · Tristram 73', 78' |